# Sapekhburto K'lubi Samt'redia 2014-2015
Questa voce raccoglie le informazioni riguardanti il Sapekhburto K'lubi Samt'redia nelle competizioni ufficiali della stagione 2014-2015.

## Stagione
Nella stagione 2014-2015 il Samt'redia ha disputato la Umaglesi Liga, massima serie del campionato georgiano di calcio, terminando il torneo al sesto posto con 45 punti conquistati in 30 giornate, frutto di 13 vittorie, 6 pareggi e 11 sconfitte. In Sakartvelos tasi è sceso in campo sin dal primo turno, raggiungendo la finale del torneo dove è stato sconfitto per 5-0 dalla Dinamo Tbilisi.

## Rosa
| N. |                    | Ruolo | Calciatore            |
| -- | ------------------ | ----- | --------------------- |
| 1  | Georgia (bandiera) | P     | Revaz Tevdoradze      |
| 2  | Georgia (bandiera) | D     | Tornike Kakushadze    |
| 3  | Georgia (bandiera) | D     | Giorgi Patchkoria     |
| 3  | Georgia (bandiera) | D     | Tornike Grigalashvili |
| 4  | Georgia (bandiera) | D     | Tornike Shalikashvili |
| 7  | Georgia (bandiera) | A     | Ilia Pavliashvili     |
| 7  | Georgia (bandiera) | C     | Davit Bolkvadze       |
| 8  | Georgia (bandiera) | C     | Giga Betchvaia        |
| 9  | Georgia (bandiera) | C     | Lasha Kebadze         |
| 9  | Georgia (bandiera) | A     | Aleksandre Iashvili   |
| 10 | Georgia (bandiera) | C     | Levan Bakuradze       |
| 11 | Georgia (bandiera) | D     | Bitchiko Gedenidze    |
| 11 | Georgia (bandiera) | A     | Tornike Kapanadze     |
| 13 | Georgia (bandiera) | D     | Akaki Dvalishvili     |
| 13 | Georgia (bandiera) | D     | Zurab Khizanishvili   |
| 14 | Georgia (bandiera) | A     | Zviad Kantaria        |
| 16 | Georgia (bandiera) | D     | Davit Kvirkvelia      |
| 17 | Georgia (bandiera) | C     | Tamaz Kikabidze       |
| 19 | Georgia (bandiera) | C     | Giorgi Melkadze       |

| N. |                    | Ruolo | Calciatore           |
| -- | ------------------ | ----- | -------------------- |
| 19 | Georgia (bandiera) | D     | Giorgi Tevzadze      |
| 20 | Georgia (bandiera) | A     | Ilia Kerdzevadze     |
| 21 | Georgia (bandiera) | P     | Giorgi Begashvili    |
| 22 | Georgia (bandiera) | C     | Grigol Dolidze       |
| 24 | Georgia (bandiera) | D     | Levan Kakubava       |
| 26 | Georgia (bandiera) | C     | Giorgi Datunaishvili |
| 27 | Georgia (bandiera) | C     | Shota Kerdzevadze    |
| 28 | Georgia (bandiera) | P     | Kakhaber Meshveliani |
| 30 | Georgia (bandiera) | P     | Mikheil Mujirishvili |
| 33 | Georgia (bandiera) | D     | Gulverd Tomashvili   |
| 39 | Georgia (bandiera) | C     | Tornike Gorgiashvili |
| 44 | Georgia (bandiera) | C     | Levan Sharikadze     |
| 77 | Georgia (bandiera) | A     | Levan Shilakadze     |
| 80 | Brasile (bandiera) | A     | Leonardo             |
| 89 | Georgia (bandiera) | A     | Giorgi Gabedava      |
| 91 | Georgia (bandiera) | C     | Akaki Janelidze      |
| 99 | Georgia (bandiera) | C     | Revaz Getsadze       |
|    | Georgia (bandiera) | D     | Tedore Grigalashvili |
|    | Georgia (bandiera) | C     | Aleksandre Guruli    |

## Risultati

### Sakartvelos tasi

#### Finale
| Arbitro: | Marco Fritz |

|                                                 |           |  |
| Papunashvili 14’, 52’ Onwu 50’, 68’ Volkovi 87’ | Marcatori |  |

## Statistiche

### Statistiche di squadra
| Competizione     | Punti | In casa | In casa | In casa | In casa | In casa | In casa | In trasferta | In trasferta | In trasferta | In trasferta | In trasferta | In trasferta | Totale | Totale | Totale | Totale | Totale | Totale | DR  |
| Competizione     | Punti | G       | V       | N       | P       | Gf      | Gs      | G            | V            | N            | P            | Gf           | Gs           | G      | V      | N      | P      | Gf     | Gs     | DR  |
| ---------------- | ----- | ------- | ------- | ------- | ------- | ------- | ------- | ------------ | ------------ | ------------ | ------------ | ------------ | ------------ | ------ | ------ | ------ | ------ | ------ | ------ | --- |
| Umaglesi Liga    | 45    | 15      | 10      | 1       | 4       | 29      | 13      | 15           | 3            | 5            | 7            | 11           | 18           | 30     | 13     | 6      | 11     | 40     | 31     | +9  |
| Sakartvelos tasi | -     | 4       | 4       | 0       | 0       | 11      | 1       | 4            | 2            | 1            | 1            | 6            | 5            | 9      | 6      | 1      | 2      | 17     | 11     | +6  |
| Totale           | -     | 19      | 14      | 1       | 4       | 40      | 14      | 19           | 5            | 6            | 8            | 17           | 23           | 39     | 19     | 7      | 13     | 57     | 42     | +15 |